# انتخابات پارلمانی لیتوانی (۲۰۱۶)
انتخابات پارلمانی لیتوانی در ۹ اکتبر ۲۰۱۶ برگزار شد. دور دوم این انتخابات در حوزه‌هایی که هیچ نامزدی نتوانسته باشد اکثریت را ببرد در ۲۳ اکتبر برگزار خواهد شد. همهٔ ۱۴۱ کرسی سِیماس (مجلس ملی لیتوانی) با این انتخابات به نمایندگان اختصاص می‌یابند. ۷۱ کرسی در حوزه‌های انتخابیه تک‌نماینده و ۷۰ کرسی در یک حوزهٔ انتخابیه سراسری با روش تناسبی به رأی گذاشته می‌شوند.
حزب سوسیال دموکرات لیتوانی در پی پیروزی در انتخابات ۲۰۱۲ بزرگترین حزب سیماس است. سوسیال دموکرات‌ها ضمن ائتلاف با حزب کارگر و حزب نظم و عدالت یک دولت تشکیل دادند.